# 小澤政之
小澤 政之（おざわ まさゆき）は、日本の生化学者である。鹿児島大学教授。専門は分子細胞生物学、細胞接着分子の研究。

## 来歴・人物
1975年、埼玉大学理工学部生化学科卒業。1980年、大阪大学大学院理学研究科博士後期課程修了。理学博士（大阪大学）。論文名は「Biochemical studies on virus-induced cell fusion : purification of viral membrane glycoproteins and reconstitution of hemolytic and cell fusion activities with the glycoproteins and lipids(HVJによる細胞融合反応の生化学的解析 : HVJ膜糖蛋白質の精製と溶血・細胞融合活性の再構成)」。
1994年より鹿児島大学医学部教授。

## 論文
- 「腫瘍マ-カ-としての細胞膜糖タンパク質」（共著）（最新医学 36(5), p910-916, 1981）
- 「テラトカルシノ-マと初期胚の糖鎖抗原」（共著）（生化学 56(1), p1-18, 1984）
- The cytoplasmic domain of the cell adhesion molecule uvomorulin associates with three independent proteins structurally related in different species (EMBO J., 8, 1711, 1989)
- Novel function of the cell adhesion molecule uvomorulin as an inducer of cell surface polarity (Cell, 62, 309, 1990)
- Single amino acid substitutions in one Ca2+-binding site of uvomorulin abolish the adhesive function (Cell, 63, 1033, 1990)
- Molecular organization of the uvomorulin-catenin complex (J. Cell Biol., 116, 989, 1992)
- 「発生-27-細胞接着分子による発生・分化の制御」（臨床科学 29(3), p381-387, 1993）
- 「カテニン -細胞接着分子カドヘリンの細胞質ドメインに結合している分子群」（生化学 65(6), p462-465, 1993）
- 「小胞体腔内のカルシウム結合タンパク質」（生体の科学 44(6), p666-669, 1993）
- 「カドヘリン・カテニン複合体」（膜 19(1), 23-32, 1994）
- 「ラット虹彩・毛様体のα2,3-sialyltransferase mRNA の分布」（共著）（日本眼科學会雜誌 99(4), 397-399, 1995）
- 「Wilms腫瘍とミッドカイン」（共著）（日本小児外科学会雑誌 31(3), 423, 1995）
- Molecular cloning and expression of a mouse α-1,3 fucosyltransferase gene that shows homology with the human α-1,3 fucosyltransferase IV gene (J. Biochem., 119, 302, 1996)
- 「カドヘリン カテニン複合体とシグナリング」（実験医学 14, 2337-2343, 1996）
- 「肝細胞癌における E-Cadherin、α,γ-Catenin の発現低下と浸潤、転移との関連」（共著）（日本消化器外科学会雑誌 29(6), 1561, 1996）
- 「レティキュロカルビンのカルシウム結合部位の同定」（共著）（日本分子生物学会年会プログラム・講演要旨集 19, 485, 1996）
- 「E-カドヘリンの発現はマウスL細胞の基質への接着性を増大させる」（日本分子生物学会年会プログラム・講演要旨集 19, 649, 1996）
- 「α-カテニン分子上のβ-カテニンおよびプラコグロビン(γ-カテニン)結合領域」（共著）（日本分子生物学会年会プログラム・講演要旨集 19, 650, 1996）
- 「白血球系細胞に発現するカドヘリン・カテニン複合体の解析」（共著）（日本分子生物学会年会プログラム・講演要旨集 19, 650, 1996）
- 「眼瞼基底細胞癌の糖鎖組織化学的解析」（共著）（あたらしい眼科 Journal of the eye 14(3), 473-476, 1997）
- 「眼瞼脂漏性角化症の糖鎖組織化学的解析」（共著）（日本眼科學会雜誌 101(5), 429-433, 1997）
- 「高転移性ヒト大腸癌株における接着分子と Matrix metalloproteinase (MMP) との関連性」（共著）（日本消化器外科学会雑誌 30(6), 1651, 1997）
- 「カドヘリン・カテニン細胞接着装置とその制御機構」（日本泌尿器科學會雜誌 89(2), 73, 1998）
- Identification of the region of α-catenin that plays an essential role in cadherin-mediated cell adhesion (J. Biol. Chem., 273, 29524, 1998)
- 「神経芽腫におけるカドヘリンの発現」（共著）（日本外科学会雑誌 101, 614, 2000）
- Tyrosine phosphorylation of p120ctn in v-Src transfected cells depends on its association with E-cadherin and reduces adhesion activity (J. Cell. Sci., 114, 503, 2001)
- 「カドヘリンによる細胞接着はどのようにして制御されているか」（蛋白質核酸酵素 48(12), 1673-1682, 2003）
- The transcription factor Snail downregulates the tight junction components independently of E-cadherin downreguration (J. Cell Sci., 117, 1675, 2004)
- 「αカテニンとカドヘリン（細胞骨格と接着）」（共著）（蛋白質核酸酵素 51(6), 636-641, 2006）
- 「カドヘリン活性の制御機構」（生化学 78(7), 588-594, 2006）